# Cantonul Bastia-2
Cantonul Bastia-2 este un canton din arondismentul Bastia, departamentul Haute-Corse, regiunea Corsica, Franța.

## Comune
| Comune | Populație (1999) | Cod poștal | Cod INSEE |
| ------ | ---------------- | ---------- | --------- |
| Bastia | 37.884 (1)       | 20200      | 2B033     |